# Schunda Vencel József

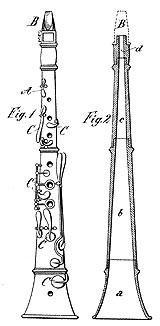
Schunda Vencel József tárogatójának szabadalmi rajza

Schunda Vencel József (Dubeč [ma Prága egyik kerülete], 1845. május 19. – Budapest, 1923. január 26.) csehországi származású hangszergyáros és zeneműkiadó.

## Életpálya
1856-ban költözött Pestre nagybátyja, Schunda József (1818–93) hívására. Az ő üzemében lett tanonc, és 1863-ban ott szabadult segédként. Külföldi vándorévek következtek. 1868-ban tért haza társtulajdonosként. 1871-ben átvette a céget, ami a Magyar utca 26. szám alatt működött. A mindössze 26 éves cégvezető rendkívül tudatosan kezdte fejleszteni a vállalatot. Gyorsan nőtt az alkalmazottak száma: 1873-ban 9, 1898-ban 45 munkás dolgozott. A termékskála a hangszerek csaknem teljes körét felölelte. A bevétel nagy része a katonazenekarok ellátásából származott.
Nevéhez fűződik a cimbalom tökéletesítése és a modern tárogató megalkotása. Az új típusú cimbalmot 1872-ben állította ki Kecskeméten, az első pedálos cimbalmot 1874-ben szerkesztette. A tárogatón 1888-tól 1896-ig dolgozott. Az 1872-től 1906-ig terjedő időben mintegy 10 000, folyamatosan tökéletesített cimbalom készült műhelyeiben.
Kevésbé sikeres találmánya volt a népharmónium (1877), az „Arion-citera” (1880) és a „gyermekcimbalom acéllemez hangokkal” (1887).
Schunda rendkívül ügyes cégvezető volt. Megfelelő marketinggel vett részt hazai és világkiállításokon (Bécs: 1873; Párizs: 1878, 1900), nagy figyelmet szentelt annak, hogy termékeit művészek, arisztokraták, újságírók megismerjék. Szinte az egész világra exportált. Találmányait, újításait szabadalmaztatta. Hangszereihez kompozíciókat, iskolákat is rendelt és kiadott. A cimbalom esetében szorosan együttműködött Allaga Gézával.

## Művei
- A czimbalom múltja, jelene és jövője (Budapest, 1884)
- A Schunda V. József cs. és kir. udvari hangszergyár története (Budapest, 1898)
- A czimbalom története. A 10.000-ik czimbalom elkészültének jubileuma alkalmából (Molnár Gézával, Budapest, 1907)